# Марко Мак Пантелић
Марко Мак Пантелић (Београд, 29. маја 1989) српски је глумац.

## Биографија
Марко Мак Пантелић рођен је 1989. године, као млађи од двојице синова Дине и Радета Пантелића. Име је добио по жељи свог једанаест година старијег брата, Марка Пантелића. Марко Мак Пантелић је дипломирао на глумачком одсеку Факултета драмских уметности Универзитета уметности у Београду, у класи професорке Гордане Марић, а у оквиру исте установе завршио је и мастер студије.
Своју прву професионалну позоришну улогу остварио је у представи за децу, Царев заточник, редитеља Милана Караџића, премијерно изведеној на сцени Позоришта „Бошко Буха“. Већ наредне, 2013. године, поверен му је лик у телевизијској серији На путу за Монтевидео, где је тумачио руског одметника Кирила. Пантелић је 2014. године поставио ауторски рад Сад сам сам, у ком су поред њега улоге остварили Милица Јанкетић и Мишко Миловановић. Исте године, играо је у телевизијској серији Европа, бре!, као и у краткометражном филмском остварењу Укронија. Пантелић је као глумац учествовао у интерпретацији докторског рада Матеје Ристића, под називом Црни човек. Заједно са Тамаром Којић, покренуо је акцију „Километар косе“, услед чега је снимљен и документарни филм, који је премијерно приказан у Дому омладине Београда, 2016. године. У комаду Укалупљивање, премијерно изведеном на сцени Установе културе „Вук Стефановић Караџић“, 2016. године, Пантелићу је намењена улога конобарице. Учествовао је и у шоу-програму Супер људи. Појавио се у филму Проклети пас из 2017, а у октобру исте године, заједно са ансамблом Позоришта на Теразијама премијерно је извео представу Фантом из Опере. На отварању фестивала ФИСТ, 2019. године, Пантелић је играо у комаду Со на ране, а у јулу исте године гостовао је на фестивалу у Крајови, са ансамблом представе Џорџ Каплан. Нешто касније, тумачио је лик Жицка у мини-серији Ekipizza.

## Улоге

### Позоришне представе
| Представа           | Улога                 | Текст                              | Драматургија                   | Режија                 | Позориште                    | Премијера          |
| ------------------- | --------------------- | ---------------------------------- | ------------------------------ | ---------------------- | ---------------------------- | ------------------ |
| Живот је сан        |                       | Педро Калдерон де ла Барка         | Славко Милановић               | Слободан Унковски      | Народно позориште у Београду | 23. јануар 2012.   |
| Сврати, рече човек  | Галеб                 | Иван Велисављевић                  | Иван Велисављевић              | Марија Барна Липковски | Факултет драмских уметности  | 2012.              |
| Царев заточник      | Митар Пјевац, ратар   | Миодраг Станисављевић              | Милена Деполо                  | Милан Караџић          | Позориште „Бошко Буха“       | 11. новембар 2012. |
| Сад сам сам         |                       | према текстовима различитих аутора | Марко Мак Пантелић             | Марко Мак Пантелић     | Факултет драмских уметности  | 20. јун 2014.      |
| Црни човек          |                       | Матеја Ристић                      | Матеја Ристић                  | Матеја Ристић          |                              | 2015.              |
| Укалупљивање        | конобарица            | Страхиња Маџаревић                 | Страхиња Маџаревић             | Максим Милошевић       | УК „Вук Стефановић Караџић“  | 4. април 2016.     |
| Скоро па драма      |                       | Итан Коен                          | Итан Коен                      | Максим Милошевић       | УК „Вук Стефановић Караџић“  | 25. април 2017.    |
| Фантом из опере     | Дон Атилио / Пасарино | Гастон Леру                        | Ричард Стилго Ендру Лојд Вебер | Југ Радивојевић        | Позориште на Теразијама      | 7. октобар 2017.   |
| Ко је угасио светло |                       | Дарио Фо                           | Дарио Фо                       | Богдан Живковић        | КПГТ                         | 10. новембар 2017. |
| Џорџ Каплан         |                       | Фредерик Сонтага                   | Фредерик Сонтага               | Павле Терзић           | Факултет драмских уметности  | 20. март 2019.     |
| Со на ране          | Матеј, брат           | Теа Матановић                      | Вида Давидовић                 | Растислав Ћопић        | Звездара театар              | 10. мај 2019.      |

### Филмографија
| Год.  | Назив                     | Улога                |
| ----- | ------------------------- | -------------------- |
| 2013. | На путу за Монтевидео     | Кирил Иванов         |
| 2013. | Херој                     |                      |
| 2013. | Одељење                   |                      |
| 2013. | Разговор                  |                      |
| 2014. | Укронија                  |                      |
| 2014. | Европа, бре!              | Милош                |
| 2017. | Камера опскура            | Отац                 |
| 2017. | Проклети пас              | Бацко                |
| 2019. | Диван дан                 |                      |
| 2019. | Ekipizza                  | Жицке                |
| 2019. | Група                     |                      |
| 2021. | Александар од Југославије | Анте Павелић „Зубар” |
| 2023. | Изолација                 | Жика                 |